# Gorenje Polje, Kanal ob Soči
Gorenje Polje je naselje v občini Kanal, ki je bilo ustanovljeno leta 2008 z odcepitvijo od naselja Anhovo.